# Et’hem Ruka
Et’hem Ruka (ur. 8 grudnia 1947 we wsi Turan k. Tepeleny) – albański polityk i biolog, minister nauki i edukacji w latach 1997-2001, minister ochrony środowiska w latach 2001-2002 i 2003-2005, działacz Socjalistycznej Partii Albanii, brat Petrita.

## Życiorys
Po ukończeniu szkoły pedagogicznej w Gjirokastrze w latach 1965-1966 pracował jako nauczyciel w szkole podstawowej w Tepelenie. W latach 1967–1971 studiował biologię i chemię na Uniwersytecie Tirańskim. Po studiach pozostał na macierzystej uczelni, obejmując kierownictwo katedry zoologii. Studia podyplomowe z zakresu endokrynologii i fizjologii odbywał w latach 1979-1983 na Uniwersytecie im. Piotra i Marii Curie w Paryżu. W 1992 uzyskał tytuł profesora nauk biologicznych. Jest autorem podręczników szkolnych z zakresu biologii.
W 1991 wstąpił do Socjalistycznej Partii Albanii i wkrótce awansował do jej kierownictwa. W wyborach 1992 po raz pierwszy uzyskał mandat deputowanego do parlamentu. Zasiadał w nim nieprzerwanie do 2005, a następnie ponownie uzyskał mandat w wyborach 2009 roku. W 1997 po raz pierwszy stanął na czele resortu nauki i edukacji w gabinecie Fatosa Nano. W latach 2001–2002 i 2003-2005 kierował resortem ochrony środowiska naturalnego, a w 2002 ministerstwem d.s. samorządu lokalnego i decentralizacji. W 2013 nie został umieszczony na liście kandydatów Socjalistycznej Partii Albanii w wyborach do parlamentu.
Jest żonaty (żona Dituria), ma dwóch synów (Rudenci, Mareni).

## Publikacje
- 1990: Fjalori i biologjisë : 2200 terma